# Alexander Stewart (High Steward)
Alexander Stewart (gestorven: 1283) was de vierde High Steward van Engeland.

## Biografie
Alexander Stewart was de zoon van Walter Stewart en Bethóc Mac Gille Chríst, dochter van de graaf van Angus. Hij vergezelde koning Lodewijk IX van Frankrijk tijdens de Zevende Kruistocht. In 1255 was hij een van de raadgevers van de minderjarige koning Alexander III van Schotland. Alexander Stewart diende als diens belangrijkste legeraanvoerder in de Slag bij Largs waar hij de Noren onder leiding van koning Haakon IV van Noorwegen wist te verslaan.

## Huwelijk en kinderen
Alexander Stewart huwde met Jeane van Bute en zij hadden de volgende kinderen:
- James (1260-1309), High Steward van Schotland en grootvader van Robert II van Schotland
- John (-1298)
- Andrew, huwde met een dochter van James Bethe en directe voorouder van Oliver Cromwell.
- Elizabeth (voor 1288 gestorven), gehuwd met William Douglas en moeder van James Douglas
- Hawise, gehuwd met John de Soulis.